# Egri Vízilabda Klub
Egri Vízilabda Klub est un club hongrois de water-polo de la ville de Eger.

## Historique
Fondé en 1910, le club est régulièrement présent dans les phases finales des championnats de Hongrie et d'Europe. Néanmoins, pendant son premier siècle d'existence, son palmarès se limite à deux coupes de Hongrie et une place de finaliste lors du Trophée de la Ligue européenne de natation en 2008. En 2009-2010, il fait partie des six clubs hongrois qui participent à l'Euro Interliga.
Il remporte son premier titre de champion nationale en 2011.

## Palmarès
- 1 titre de champion de Hongrie : 2011[4].
- 2 coupes de Hongrie : 1972 et 2007.